# Рассадина, Ксения Александровна
Ксе́ния Алекса́ндровна Расса́дина (1903—1987) — русская и советская учёная-лихенолог, кандидат биологических наук.

## Биография
Родилась Ксения Александровна 10 декабря 1903 года в Санкт-Петербурге.
С 1922 года училась в Ленинградском государственном университете, окончила его в 1926 году. С 1925 года была научным сотрудником отдела низших растений Ботанического института Академии наук СССР, занималась сбором гербария лишайников окрестностей Ленинграда.
В 1926 году ездила в экспедицию на Кавказ, в 1928 году — на Байкал, в 1929 году — в Крым, в 1930 году — на Кольский полуостров, в 1931 году — на Алтай и в Восточный Казахстан совместно с Елизаветой Ивановной Штейнберг. В 1935 году занималась сбором лишайником на побережье Белого моря, в Вологодской области.
В 1935 году защитила диссертацию на соискание степени кандидата биологических наук под руководством профессора Всеволода Павловича Савича.
В 1942—1944 годах — в Татарии, в 1956 году — в экспедиции в Краснодарский край.
Ксения Александровна обработала семейство Пармелиевые (в частности, роды Пармелия и Цетрария) для «Определителя лишайников СССР».

## Некоторые научные работы
- Рассадина, К. А. О лишайниках б. Петергофского уезда Ленинградской губернии // Тр. Ботан. музея АН СССР. — 1930. — Вып. 22. — С. 223—271.
- Рассадина, К. А. Лишайники, собранные В. Б. Сочава в 1929 г. в Анадырском крае // Тр. Ботан. ин-та АН СССР. Сер. 2. Споровые растения. — 1934. — Вып. 2. — С. 321—338.
- Рассадина, К. А. Лихенологический очерк Байкальских берегов // Тр. Ботан. ин-та АН СССР. Сер. 2. Споровые растения. — 1936. — Вып. 3. — С. 625—662.
- Рассадина, К. А. Материалы к флоре лишайников Алтая // Тр. Ботан. ин-та АН СССР. Сер. 2. Споровые растения. — 1938. — Вып. 4. — С. 295—321.
- Рассадина, К. А. Дополнительный список лишайников Байкальских берегов // Тр. Ботан ин-та АН СССР. Сер. 2. Споровые растения. — 1950. — Вып. 6. — С. 354—374.
- Рассадина, К. А. Цетрария (Cetraria) СССР // Тр. Ботан. ин-та АН СССР. Сер. 2. Споровые растения. — 1950. — Вып. 5. — С. 171—304.
- Рассадина, К. А. Сем. Parmeliaceae — Пармелиевые // Определитель лишайников СССР / отв. ред. И. И. Абрамов, ред. тома М. Ф. Макаревич. — Л.: «Наука», 1971. — Т. 1. — С. 282—386. — 411 с. — 2200 экз.

## Виды, названные именем К. А. Рассадиной
- Cetraria rassadinae Makryĭ, 1984 — Цетрария Рассадиной